# Audi Cup 2017
Audi Cup 2017 byl 5. ročníkem dvoudenního fotbalového turnaje, Audi Cupu. Soutěže se účastnily čtyři týmy a hrálo se v Allianz Areně v Mnichově. Vítězem se stalo Atlético Madrid, které ve finále porazilo Liverpool. Po základní hrací době utkání skončilo 1 : 1, ve prospěch španělského mužstva tak rozhodl penaltový rozstřel, jenž skončil v poměru 5 : 4. Třetí příčku obsadila Neapol před Bayernem Mnichov.

## Týmy v turnaji
| Konečné pořadí | Tým             |
| -------------- | --------------- |
| 1.             | Atlético Madrid |
| 2.             | Liverpool       |
| 3.             | Neapol          |
| 4.             | Bayern Mnichov  |

## Stadion
| Mnichov                         | Mnichov |
| ------------------------------- | ------- |
| Allianz Arena                   | Mnichov |
| 48°13′8″ s. š., 11°37′29″ v. d. | Mnichov |
| Kapacita: 75 000                | Mnichov |
|                                 | Mnichov |

## Formát
Soutěž měla standardní vyřazovací formát. Vítězové obou zápasů prvního hracího dne se utkali následující den o vítězství v této soutěži, zatímco poražení semifinalisté hráli o třetí místo.
|  | Semifinále                | Semifinále                |       |                           | Finále                    | Finále |  |
|  |                           |                           |       |                           |                           |        |  |
|  | 1. srpna, 17:45 – Mnichov |                           |       |                           |                           |        |  |
|  | Bayern Mnichov            | 0                         |       |                           |                           |        |  |
|  | Liverpool                 | 3                         |       |                           |                           |        |  |
|  |                           |                           |       |                           |                           |        |  |
|  |                           |                           |       |                           | 2. srpna, 20:30 – Mnichov |        |  |
|  |                           |                           |       |                           | Liverpool                 | 1 (4)  |  |
|  |                           | Atlético Madrid           | 1 (5) |                           |                           |        |  |
|  |                           |                           |       |                           |                           |        |  |
|  |                           |                           |       |                           |                           |        |  |
|  |                           |                           |       |                           | O třetí místo             |        |  |
|  | 1. srpna, 20:30 – Mnichov | 1. srpna, 20:30 – Mnichov |       | 2. srpna, 17:45 – Mnichov | 2. srpna, 17:45 – Mnichov |        |  |
|  | Atlético Madrid           | 2                         |       | Bayern Mnichov            | 0                         |        |  |
|  | Neapol                    | 1                         |       |                           | Neapol                    | 2      |  |

## Zápasy
Všechny časy zápasů jsou uvedeny v středoevropském letním čase (SELČ).

### Semifinále
| 1. srpna 2017 17:45   |       |              |                                                                |
| Atlético Madrid       | 2 : 1 | Neapol       | Allianz Arena, Mnichov diváci: 57 500 rozhodčí: Benjamin Brand |
| Torres 72' Vietto 81' |       | Callejón 56' | Allianz Arena, Mnichov diváci: 57 500 rozhodčí: Benjamin Brand |

| 1. srpna 2017 20:30 |        |                                 |                                                                 |
| Bayern Mnichov      | 0 : 3  | Liverpool                       | Allianz Arena, Mnichov diváci: 57 500 rozhodčí: Robert Hartmann |
|                     | Report | Mané 7' Salah 34' Sturridge 83' | Allianz Arena, Mnichov diváci: 57 500 rozhodčí: Robert Hartmann |

### O 3. místo
| 2. srpna 2017 17:45 |        |                               |                                                                 |
| Bayern Mnichov      | 0 : 2  | Neapol                        | Allianz Arena, Mnichov diváci: 66 000 rozhodčí: Benjamin Cortus |
|                     | Report | Koulibaly 14' Giaccherini 55' | Allianz Arena, Mnichov diváci: 66 000 rozhodčí: Benjamin Cortus |

### Finále
| 2. srpna 2017 20:30 |       |                 |                                                             |
| Liverpool           | 1 : 1 | Atlético Madrid | Allianz Arena, Mnichov diváci: 66 000 rozhodčí: Felix Brych |
| Firmino 83' (pen.)  |       | Bare 33'        | Allianz Arena, Mnichov diváci: 66 000 rozhodčí: Felix Brych |

|                                     |       | Penaltový rozstřel                       |  |
| Firmino Henderson Origi Kent Grujić | 4 : 5 | Griezmann Torres Gabi Gaitán Filipe Luís |  |

## Nejlepší střelci
| Hráč                 | Tým             | Góly |
| -------------------- | --------------- | ---- |
| Roberto Firmino      | Liverpool       | 1    |
| Sadio Mané           | Liverpool       | 1    |
| Mohamed Salah        | Liverpool       | 1    |
| Daniel Sturridge     | Liverpool       | 1    |
| Keidi Bare           | Atlético Madrid | 1    |
| Fernando Torres      | Atlético Madrid | 1    |
| Luciano Vietto       | Atlético Madrid | 1    |
| José Callejón        | Neapol          | 1    |
| Emanuele Giaccherini | Neapol          | 1    |
| Kalidou Koulibaly    | Neapol          | 1    |